# Y Sagittarii
Y Sagittarii (Y Sgr / HD 168608 / HR 6863) es una estrella variable en la constelación de Sagitario. 
Es una variable cefeida de magnitud aparente media +5,77, la tercera más brillante en esta constelación después de X Sagittarii y W Sagittarii.
La medida de su paralaje mediante el telescopio espacial Hubble sitúa a Y Sagittarii a 1530 años luz de distancia del sistema solar.
El brillo de Y Sagittarii oscila entre magnitud aparente +5,25 y +6,24 en un período de 5,7736 días. De tipo espectral medio F8II, su temperatura efectiva es de 5370 K. Tiene un radio 50 veces más grande que el radio solar y gira sobre sí misma con una velocidad de rotación proyectada de 16 km/s.
Posee una masa estimada 6 veces mayor que la del Sol. Su contenido metálico es similar al solar, con un índice de metalicidad [Fe/H] = +0,05.
En cuanto a otros metales evaluados, muestra cierta sobreabundancia de cobre, zinc, itrio y sodio; el nivel de este último elemento es casi el doble que en el Sol ([Na/H] = +0,27).
Existe evidencia de que Y Sagittarii puede constituir una estrella binaria espectroscópica. Se ha sugerido un período orbital para el sistema del orden de 10 000-12 000 días; sin embargo, posteriores estudios que asumen una excentricidad cero para la órbita, no han podido encontrar una solución orbital convincente.